# Нова-Олинда (Токантинс)
Нова-Олинда (порт. Nova Olinda) — муниципалитет в Бразилии, входит в штат Токантинс. Составная часть мезорегиона Западный Токантинс. Входит в экономико-статистический микрорегион Арагуаина. Население составляет  10 686 человек на 2010 год. Занимает площадь 1 566,184 км². Плотность населения — 6,82 чел./км².

## История
Город основан 10 января 1980 года. 

## Демография
Согласно сведениям, собранным в ходе переписи 2010 г. Национальным институтом географии и статистики (IBGE), население муниципалитета составляет:
| Полное население                               | Полное население                               | Полное население                               | Полное население                               | 10 686 |
| ---------------------------------------------- | ---------------------------------------------- | ---------------------------------------------- | ---------------------------------------------- | ------ |
| в том числе:                                   | Городское население                            | 7 465                                          | Процент городского населения, %                | 69,86  |
|                                                | Сельское население                             | 3 221                                          | Процент сельского населения, %                 | 30,14  |
|                                                | Мужское население                              | 5 576                                          | Процент мужского населения, %                  | 52,18  |
|                                                | Женское население                              | 5 110                                          | Процент женского населения, %                  | 47,82  |
| Плотность населения, чел/км²                   | Плотность населения, чел/км²                   | Плотность населения, чел/км²                   | Плотность населения, чел/км²                   | 6,82   |
| Население муниципалитета в % к населению штата | Население муниципалитета в % к населению штата | Население муниципалитета в % к населению штата | Население муниципалитета в % к населению штата | 0,77   |

По данным оценки 2016 года население муниципалитета составляет 11 513 жителей.

## Статистика
- Валовой внутренний продукт на 2003 составляет 18.074.574,00 реалов (данные: Бразильский институт географии и статистики).
- Валовой внутренний продукт на душу населения на 2003 составляет 1.794,54 реалов (данные: Бразильский институт географии и статистики).
- Индекс развития человеческого потенциала на 2000 составляет 0,643 (данные: Программа развития ООН).

## Важнейшие населенные пункты
| № | Населённый пункт | Населённый пункт (порт.) | Категория | Население чел. (2010) | На карте                       |
| - | ---------------- | ------------------------ | --------- | --------------------- | ------------------------------ |
| 1 | Нова-Олинда      | Nova Olinda              | город     | 7 465                 | 7°38′02″ ю. ш. 48°25′21″ з. д. |
| 2 | Алту-Бониту      | Alto Bonito              | поселок   | 193                   | 7°38′32″ ю. ш. 48°17′10″ з. д. |
| 3 | Риу-Прету        | Rio Preto                | поселок   | 106                   | 7°30′45″ ю. ш. 48°23′35″ з. д. |
| 4 | Агуа-Бранка      | Água Branca              | поселок   | 66                    | 7°44′54″ ю. ш. 48°19′33″ з. д. |